# Spettroscopia Raman amplificata da superfici

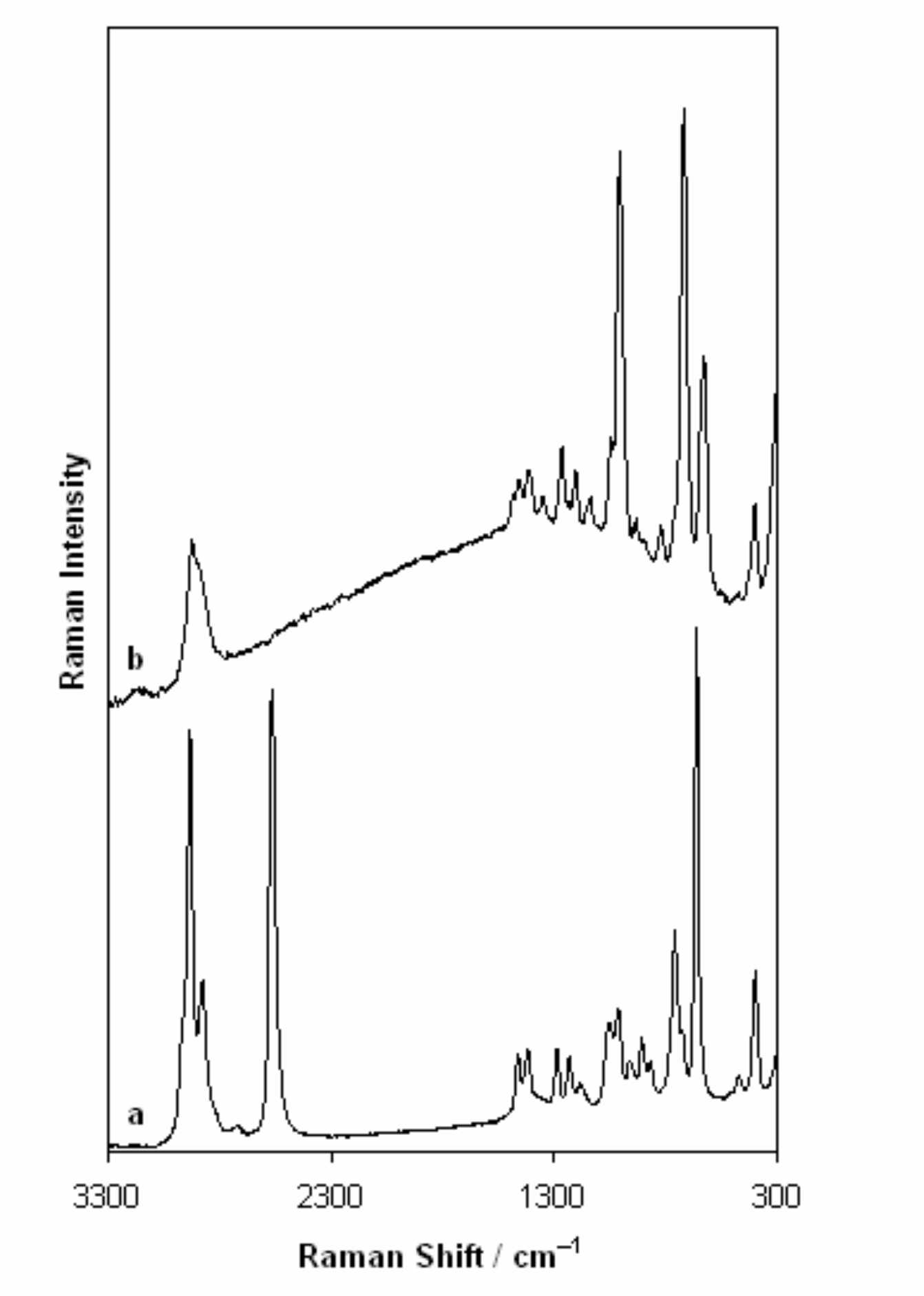
Spettro Raman di 2-mercaptoetanolo (superiore) e SERS di uno monostrato di 2-mercaptoetanolo formato su argento grezzo (inferiore). Lo spettro è scalato e spostato per chiarezza. Delle differenze nelle regole di selezione sono visibili: qualche banda appare solo per Raman in soluzione o solo nello spettro SERS

La spettroscopia Raman amplificata da superfici, comunemente chiamata SERS (dall'inglese Surface Enhanced Raman Scattering), è una tecnica di spettroscopia Raman. Questa tecnica di superficie sfrutta l'amplificazione della diffusione Raman da parte di molecole adsorbite su una superficie irregolare di metallo. Il fattore di amplificazione può arrivare a 1014-1015, il che rende questa tecnica abbastanza sensibile da rivelare singole molecole giacenti su una superficie.

## Storia
Nel 1974 lo scienziato ceco Martin Fleischmann ed i suoi collaboratori osservarono per la prima volta il fenomeno di amplificazione del segnale Raman della piridina adsorbita su una superficie rugosa di un elettrodo di argento.
Essi non riconobbero l'effetto di amplificazione come tale ma giustificarono l'intensificazione del segnale come dovuto ad un maggior numero di molecole interessate dalla radiazione incidente dovuto alla rugosità e quindi ad una maggiore area superficiale.
Nel 1977 due gruppi notarono indipendentemente che la concentrazione di specie disperdenti non può essere responsabile per l'amplificazione del segnale e entrambi proposero un meccanismo per l'amplificazione osservata. Tali meccanismi ancora oggi costituiscono i principi di base delle più moderne teorie che tentano di spiegare l'effetto Raman di amplificazione da superficie.  Jeanmaire e Van Duyne
proposero un effetto elettromagnetico, mentre Albrecht e Creighton
proposero un effetto a  trasferimento di carica.

## Regole di selezione
Il nome di spettroscopia Raman amplificata da superfici implica che essa fornisca le stesse informazioni che la tradizionale spettroscopia Raman fornisce, solo con un segnale amplificato. Tuttavia questo non è sempre vero. Modi addizionali, non presenti negli spettri Raman possono presentarsi negli spettri SERS, e viceversa.
I modi osservati in alcuni esperimenti spettroscopici sono dettati dalla simmetria molecolare ed è sovente sommata dalle regole di selezione. Quando due molecole sono adsorbite sulla superficie, la simmetria del sistema cambia, modificando leggermente la simmetria delle molecole, portando in alcuni casi a differenti regole di selezione.
Molte molecole che presentano un centro di simmetria, perdono tale caratteristica se adsorbite su una superficie, portando alla modificazione delle regole di selezione. La perdita del centro di simmetria elimina il rispetto della regola di esclusione mutuale, la quale implica che un modo possa essere solo attivo per Raman o solo per infrarosso. Così modi che normalmente apparirebbero solamente nella spettroscopia infrarossa di molecole libere, può apparire anche in uno spettro SERS.
La simmetria della molecola può cambiare in differenti modi, secondo l'orientazione con la quale le molecole sono attaccate alla superficie. In alcuni esperimenti, è possibile determinare l'orientazione di assorbsione sulla superficie da spettri SERS, data la presenza di differenti modi presenti e dipendenti dalla modificazione della simmetria.

## Meccanismi
L'esatto meccanismo dell'effetto amplificativo del SERS è ancora materia di dibattito. Tuttavia due sono le teorie che riscontrano più credito: teoria elettromagnetica e teoria chimica. La loro distinzione sperimentale non è ancora del tutto chiara anche perché è quasi impossibile svincolare i due meccanismi per studiare uno solo di essi.
La teoria elettromagnetica fa affidamento sull'eccitazione di
plasmoni superficiali localizzati, mentre la teoria chimica spiega l'effetto attraverso la formazione di complessi a trasferimento di carica. La teoria chimica è solamente applicabile per specie che hanno formato legami chimici con la superficie. Quest'ultima, quindi, non può chiaramente spiegare i segnali amplificati osservati in ogni caso, mentre la teoria elettromagnetica può essere applicata perfino in quei casi in cui il campione è solamente fisisorbito sulla superficie.

### Teoria elettromagnetica
L'incremento dell'intensità del segnale Raman per adsorbimento su particolari superfici accade a causa di una amplificazione nel campo elettrico fornito dalla superficie. Quando la luce incidente colpisce la superficie, causa l'eccitazione di plasmoni superficiali. L'amplificazione di campo è massima quando la frequenza del plasmone, ωp, è in risonanza con la radiazione.
Inoltre, affinché la diffusione abbia luogo, le oscillazioni del plasmone devono essere perpendicolari alla superficie; se sono parallele al piano di superficie, non si verifica alcuna diffusione di onde elettromagnetiche. Una superficie grezza o un arrangiamento con nanoparticelle sono tipicamente usati nello svolgimento di un esperimento SERS a causa di questo requisito fondamentale affinché l'amplificazione abbia luogo.
La luce incidente può innescare una gamma di fenomeni nella superficie, la cui complessità in questa situazione può essere minimizzata da superfici con caratteristiche molto più piccole che la lunghezza d'onda della luce, sicché solo il contributo dipolare sarà riconosciuto dal sistema. Il termine dipolare contribuisce alla oscillazione plasmonica, la quale porta all'amplificazione del segnale. Quindi la ragione per la quale l'effetto SERS è così pronunciato si spiega col fatto che il campo viene amplificato due volte. Inizialmente l'amplificazione di campo ingrandisce l'intensità della luce incidente, la quale eccita i modi delle molecole sotto studio, perciò aumentando il segnale di diffrazione Raman.
Il segnale Raman è quindi ulteriormente ingigantito dalla superficie con lo stesso meccanismo avuto dalla luce incidente, risultante in un maggiore incremento nel segnale totale in uscita. Ad ogni stadio il campo elettrico è amplificato al quadrato (E2), per una amplificazione pari a E4.
L'amplificazione non è la stessa per tutte le frequenze.
Per quelle frequenze nelle quali il segnale Raman è solo lievemente spostato dalla luce incidente, entrambi l'incidente luce e il segnale Raman possono essere a risonanza vicina alla frequenza di risonanza, portando ad un'amplificazione pari a E4. Nel caso lo spostamento di frequenza sia maggiore, la luce incidente e il segnale Raman non possono essere entrambi in risonanza con ωp, così che l'amplificazione in entrambi gli stadi non può essere massima.
La scelta della superficie metallica è anche dettata dalla frequenza di risonanza del plasmone. Radiazioni nel visibile e nel vicino infrarosso sono usate per eccitare i modi Raman.
Argento e oro sono i tipici metalli per un esperimento SERS dato che la loro frequenza di risonanza plasmonica cade in questo intervallo di lunghezze d'onda, fornendone una massima amplificazione. Il rame è stato anche usato, anche se in maniera minore, in quanto il suo spettro di assorbimento è collocato all'interno di un intervallo di lunghezze d'onda accettabili per esperimenti di Spettroscopia Raman amplificata da superfici:

### Teoria chimica
Mentre la teoria elettromagnetica di amplificazione può essere applicata rispetto alle molecole studiate, non è ancora ben chiaro la grandezza di amplificazione osservata in molti sistemi. Per molte molecole, spesso quelle con doppietti elettronici liberi coi quali le molecole possono legarsi alla superficie, può essere descritto un differente meccanismo di amplificazione che non coinvolge plasmoni superficiali. Questo meccanismo riguarda trasferimento di carica tra le specie chemisorbite e la superficie metallica. Il meccanismo chimico è solamente applicabile in specifici casi e probabilmente accade in concomitanza con il meccanismo elettromagnetico.
La transizione elettronica da HOMO a LUMO per molte molecole richiede molta più energia  che la luce visibile o infrarossa usualmente impiegata negli esperimenti Raman.  Quando i livelli HOMO e LUMO dell'assorbanza cade simmetricamente intorno ai livelli di Fermi della superficie metallica, i fotoni con metà dell'energia possono far avvenire la transizione, in quanto il metallo agisce come un intermedio per il trasferimento di carica. In questo modo un fenomeno di risonanza che avrebbe normalmente luogo nella regione ultravioletta può avvenire attraverso nel range della luce visibile..

## Effetti della superficie
L'amplificazione del segnale Raman è sensibile alla superficie sulla quale è svolto l'esperimento.
Nel primo esperimento ed alcuni dei più recenti, viene utilizzata una superficie irregolare di argento, ma sempre più spesso adesso sono preparate usando una distribuzione di nanoparticelle metalliche sulla superficie
La forma e la dimensione di nanoparticelle metalliche influenzano largamente la forza dell'amplificazione perché questi fattori influiscono nel rapporto tra eventi di assorbimento e diffrazione. La scelta della dimensione di queste particelle è fondamentale come lo è lo spessore della superficie per ogni esperimento, ogni piccola particella non avrà lo stesso impatto sull'intensità Raman finale
Difatti particelle troppo grandi permettono l'eccitazione di multipoli, i quali non irradiano. Siccome solo la transizione dipolare porta alla diffrazione Raman, l'alto ordine di transizione causerà una diminuzione nella complessiva efficienza di amplificazione.
Particelle troppo piccole perdono la loro conduttanza elettrica e non sono in grado di amplificare il campo. Inoltre nel caso le dimensioni raggiungano quelle di qualche atomo, la definizione di un plasmone cade, dato che necessita di una grande quantità di elettroni che oscillino insieme.

## Uso di molecole leganti
Per analiti scarsamente affini alla superficie metallica, si possono usare molecole leganti, che fanno da ponte tra il metallo e la molecola da analizzare. Tra queste ci sono ad esempio: lucigenina, diquat e paraquat.

## SERS nella rilevazione di sequenze nucleotidiche
Una variante della SERS è utilizzata per rilevare specifiche sequenze di DNA o RNA usando una combinazione di nanoparticelle di oro e argento e una tintura Raman-attiva (tipo il Cy3).
Specifici polimorfismi a singolo nucleotide possono essere identificati tramite tale tecnica.
Le nanoparticelle d'oro facilitano la formazione di uno strato di argento sulle regioni di DNA o RNA marcate dalla tintura, permettendo l'esecuzione di spettroscopia Raman amplificata.
Questo ha diverse applicazioni pratiche come per esempio l'identificazione univoca delle sequenze di HIV, Ebola, Epatite e Bacillus anthracis. Ogni spettro è specifico e presenta un vantaggio sulla detezione per fluorescenza; difatti alcuni marcatori fluorescenti sovrappongono e interferiscono con altri marcatori per geni. Altro vantaggio nell'uso di tale tecnica per identificare sequenze genetiche è la grande disponibilità commerciale di tinture Raman-attive.